# Den Føderative stat Nyrusland
 For alternative betydninger, se Nyrusland. (Se også artikler, som begynder med Nyrusland)
Den Føderative stat Nyrusland, også kendt som Nyrusland, var en union mellem Folkerepublikken Donetsk og Folkerepublikken Lugansk, der eksisterede mellem 2014 og 2015. Denne proces blev ikke anerkendt i henhold til folkeretten[kilde mangler] og området tilhører stadig (formelt set) Ukraine.
Dele af den separatistiske bevægelse foretrak udtrykket Unionen af Folkerepublikker (russisk Союз народных республик, Soyuz narodnykh Respublik; ukrainsk Союз народних республік, Soyuz narodnykh Respublik).
I maj 2015 blev projektet på grund af manglende støtte fra Kharkiv, Odessa og Dnipro erklæret afsluttet.

## Navn
Navnet refererer til en periode på 34 år (under tsarina Katharina 2. af Rusland) hvor et område af det russiske imperium, inklusive pågældende region, blev omtalt som Nyrusland.

## Historie
Alexander Borodai og Alexei Karjakin, lederne af de to folkerepublikker underskrev den 24. maj 2014 i Donetsk et memorandum om etablering af unionen. Ratificeringen fandt sted på et møde mellem selvbestaltede repræsentanter for de sydlige og østlige regioner af Ukraine. Det blev erklæret at unionen i den kommende tid kunne optage de øvrige på konferencen repræsenterede områder (Kherson, Odessa, Kharkiv, Dnipropetrovsk, Mikolaiv og Zaporizhia), forudsat at lignende folkeafstemninger bliver gennemført der. Som unionens flag blev partiet Det nye Ruslands fane valgt. Det er tvivlsomt om dette stadig er gældende.[kilde mangler]

## Præsident
Som præsident for Nyrusland valgtes Valeri Vladimirovitj Kaurov (Валерий Михайлович Коровин) (* 1956), der den 25. juli 2014 blev sat på EU's liste over sanktioner i forbindelse med EU's ukrainepolitik.

## Aktuel situation
Den 28. juli 2014 rapporterede Sekretariatet for FN's højkommissær for menneskerettigheder (UNHCHR) et totalt sammenbrud af lov og orden, et rædselsregime af væbnede grupper i befolkningen i den østlige Ukraine med frihedsberøvelser, kidnapning, tortur og henrettelser.
I begyndelsen af august 2014 blev de to separatistiske regioner afskåret fra hinanden efter separatisterne i Lugansk og Donetsks tilbagetrækning.
Den russiske avis Pravda rapporterede den 2. november 2014 om krigsforbrydelser begået af soldater fra Ukraines regering i Kijev. Uafhængige kilder har dog ikke kunnet bekræfte dette. 

## Økonomi
Jord/ejendom, undergrunden, vand, flora og fauna, samt større industrielle og finansielle aktiver, som skabes af "arbejdende mennesker" er offentlig ejendom, og kan ikke være privatejede. Større ejendomme, industrielle og finansielle aktiver vil være ejet af staten. En nationalbank blev oprettet den 6. oktober 2014 og der blev udstedt en meddelelse om, at Nyrusland ville blive en dobbeltvalutazone med både ukrainsk hryvnia og russiske rubler i omløb.

## Politisk situation og anerkendelse
Der var tale om en føderation af to stater med flerpartisystemer. Det kommunistiske parti blev ikke tilladt at stille op ved valget. Det skyldtes angiveligt for sen anmeldelse af partiet, og ikke politiske årsager.[kilde mangler] Hviderusland har efterfølgende anerkendt valgene i begge delstater.[kilde mangler]
Ukraine har ikke inddraget området i følgende valg.[kilde mangler] Føderationen var ikke inkluderet i Ukraines seneste parlamentsvalg. Ukraine har desuden indstilet udbetaling af pensioner til personer bosiddende i folkerepublikkernes områder.
Folkerepublikkerne Lugansk og Donetsk har ikke søgt optagelse i Rusland eller FN.[kilde mangler]
Donetsks øverste sovjet anerkender Lugansk og vice versa. Sydossetien (ikke medlem af FN, opfattet som en del af Georgien) anerkender begge. Rusland meldte 28. oktober 2014 ud at man ville anerkende de kommende valg i Donetsk og Lugansk.
Allerede kort efter grundlæggelsen af Folkerepublikken Donetsk erklærede Folkerepublikken Donetsk at de ønskede medlemskab af Den eurasiske økonomiske union.
Nyrusland havde en officiel website, der benyttede den tidligere Sovjetunionens internetdomæne .su.